# Antoni Darewski
Antoni Darewski herbu Szreniawa (ur. 15 października 1774 roku w Świsłoczy pod Grodnem, zm. 25 stycznia 1838 roku) – generał brygady Wojsk Polskich Królestwa Kongresowego, naczelny ordonator armii Księstwa Warszawskiego, radca stanu, członek Rady Stanu Królestwa Kongresowego w 1830 roku, członek Komisji Umorzenia Długu Krajowego Królestwa Kongresowego w 1834 roku, członek Komisji Emerytalnej przy Radzie Stanu w 1829 roku.

## Życiorys
Po ukończeniu Korpusu Kadetów w Warszawie został w 1792 chorążym w 7. Regimencie Pieszym Litewskim, z którym odbył kampanię wojny polsko-rosyjskiej. Uczestnik insurekcji kościuszkowskiej. Jako porucznik i adiutant major wziął udział w serii bitew na Litwie i Białorusi. Pod Mozyrskiem dostał się do rosyjskiej niewoli, w której spędził 3 lata. W 1798 zaciągnął się w szeregi 2. Legii w Legionach Polskich we Włoszech. Po kapitulacji Mantui poszedł w 11. miesięczną niewolę austriacką. W 1805 przydzielony jako kapitan-adiunkt do I. Korpusu Wielkiej Armii marszałka Karola Bernadotte. Wziął udział w bitwach Austerlitz i Jeną-Auerstedt. W 1807 odznaczony krzyżem Legii Honorowej. Uczestnik bitwy pod Frydlandem. W 1808 był kolejno podpułkownikiem 9. Pułku Piechoty Księstwa Warszawskiego, majorem 12. Pułku Piechoty. W 1809 został kawalerem Orderu Virtuti Militari. Uczestniczył w wojnie polsko-austriackiej. W czasie kampanii rosyjskiej 1812-1813 był faktycznym kierownikiem Wydziału Wojennego, zastępując schorowanego gen. Józefa Wielhorskiego.
W 1815 mianowany asesorem w komisariacie ubiorczym WP. W 1822 został dyrektorem generalnym 3. Dyrekcji w Komisji Rządowej Wojny. W 1830 roku został nagrodzony Znakiem Honorowym za 30 lat służby. Odznaczony Orderem Świętego Stanisława II klasy w 1823 roku i III klasy w 1820 roku. Odznaczony Orderem Świętego Włodzimierza 3. klasy, Orderem Świętej Anny 2. klasy.
W 1830 poparł powstanie listopadowe. W 1831 był wojskowym kierownikiem intendentury. Po 30 stycznia tego roku zwolniony na własne życzenie.